# Wybory prezydenckie w Serbii w 2004 roku
Wybory prezydenckie w Serbii w 2004 roku odbyły się w dwóch turach – pierwszej 13 czerwca 2004 i drugiej 27 czerwca 2004. Trzy poprzednie elekcje z lat 2002–2003 nie doprowadziły do rozstrzygnięcia. Obowiązująca wówczas ordynacja wyborcza wymagała dla ważności wyników, aby frekwencja wyborcza przekroczyła 50%, czego nie udało się wówczas osiągnąć. W 2004 zrezygnowano z tego wymogu, dzięki czemu wyłoniono nowego prezydenta Serbii. Wybory wygrał Boris Tadić z Partii Demokratycznej.

## Wyniki wyborów
| Kandydat                               | Podmiot wystawiający                                        | Głosy (1 tura) | %      | Głosy (2 tura) | %      |
| -------------------------------------- | ----------------------------------------------------------- | -------------- | ------ | -------------- | ------ |
| Boris Tadić                            | Partia Demokratyczna                                        | 853 584        | 27,38  | 1 681 528      | 53,97  |
| Tomislav Nikolić                       | Serbska Partia Radykalna                                    | 954 339        | 30,61  | 1 434 068      | 46,03  |
| Bogoljub Karić                         | Grupa obywateli                                             | 568 691        | 18,24  |                |        |
| Dragan Maršićanin                      | DSS, G17+, SPO, NS                                          | 414 971        | 13,31  |                |        |
| Ivica Dačić                            | Socjalistyczna Partia Serbii                                | 125 952        | 4,04   |                |        |
| Elżbieta Karadziordziewić              | Grupa obywateli                                             | 62 737         | 2,01   |                |        |
| Milovan Drecun                         | Odrodzenie Serbii                                           | 16 907         | 0,54   |                |        |
| Vladan Batić                           | Chrześcijańsko-Demokratyczna Partia Serbii                  | 16 795         | 0,54   |                |        |
| Borislav Pelević                       | Partia Jedności Serbskiej                                   | 14 317         | 0,46   |                |        |
| Branislav Ivković                      | Socjalistyczna Partia Ludowa                                | 12 672         | 0,41   |                |        |
| Ljiljana Aranđelović                   | Zjednoczona Serbia                                          | 11 796         | 0,38   |                |        |
| Marijan Rističević                     | Ludowa Partia Chłopska                                      | 10 198         | 0,33   |                |        |
| Dragan Đorđević                        | Partia Serbskich Obywateli                                  | 5785           | 0,19   |                |        |
| Mirko Jović                            | Ludowa Partia Radykalna, Serbia i Diaspora, Blok Europejski | 5546           | 0,18   |                |        |
| Zoran Milinković                       | Patriotyczna Partia Diaspory                                | 5442           | 0,17   |                |        |
| Razem                                  | Razem                                                       | 3 117 339      |        | 3 115 596      |        |
| Liczba wyborców                        | Liczba wyborców                                             | 6 532 263      |        | 6 532 940      |        |
| Łączna liczba głosujących (frekwencja) | Łączna liczba głosujących (frekwencja)                      | 3 119 789      | 47,76% | 3 159 194      | 48,36% |